# Campionato IMSA WeatherTech SportsCar 2024
Il Campionato IMSA WeatherTech Sportscar 2024 è la 54ª edizione della categoria di massima rappresentanza dell'endurance negli Stati Uniti e controllata dall'IMSA (International Motor Sports Association).

## Calendario
| Round | Gara                              | Lunghezza  | Classi             | Circuito                       | Località                | Data          |
| ----- | --------------------------------- | ---------- | ------------------ | ------------------------------ | ----------------------- | ------------- |
| 1     | 24 Ore di Daytona                 | 24 ore     | Tutte              | Daytona International Speedway | Daytona Beach, Florida  | 27–28 gennaio |
| 2     | 12 Ore di Sebring                 | 12 ore     | Tutte              | Circuito di Sebring            | Sebring, Florida        | 16 marzo      |
| 3     | Acura Grand Prix of Long Beach    | 100 minuti | GTP, GTD           | Circuito di Long Beach         | Long Beach, California  | 20 aprile     |
| 4     | Motul Course de Monterey          | 160 minuti | GTP, GTD Pro, GTD  | Circuito di Laguna Seca        | Monterey, California    | 12 maggio     |
| 5     | Chevrolet Detroit Grand Prix      | 100 minuti | GTP, GTD Pro       | Circuito di Detroit            | Detroit, Michigan       | 1 giugno      |
| 6     | 6 Ore di Watkins Glen             | 6 ore      | Tutte              | Watkins Glen International     | Watkins Glen, New York  | 23 giugno     |
| 7     | Chevrolet Grand Prix              | 160 minuti | LMP2, GTD Pro, GTD | Mosport Park                   | Bowmanville, Ontario    | 14 luglio     |
| 8     | IMSA Sportscar Weekend            | 160 minuti | Tutte              | Road America                   | Elkhart Lake, Wisconsin | 4 agosto      |
| 9     | Michelin GT Challenge at VIR      | 160 minuti | GTD Pro, GTD       | Virginia International Raceway | Alton, Virginia         | 25 agosto     |
| 10    | Tirerack.com Battle on the Bricks | 6 ore      | Tutte              | Indianapolis Motor Speedway    | Speedway, Indiana       | 22 settembre  |
| 11    | Motul Petit Le Mans               | 10 ore     | Tutte              | Michelin Raceway Road Atlanta  | Braselton, Georgia      | 12 ottobre    |

     In giallo le gare che valgono anche per il Michelin Endurance Cup

## Classi
|  |  |
|  |  |

- Grand Touring Prototype (GTP, LMDh e LMH)
- Le Mans Prototype 2 (LMP2)
- GT Daytona (GTD Pro e GTD)

## Scuderie e piloti

### Grand Touring Prototype (GTP)
| Scuderia                                  | Vettura             | Motore                     | #  | Piloti               | Gare          |
| ----------------------------------------- | ------------------- | -------------------------- | -- | -------------------- | ------------- |
| Cadillac Racing                           | Cadillac V-Series.R | Cadillac LMC55R 5.5 L V8   | 01 | Sébastien Bourdais   | 1–6, 8, 10-11 |
| Cadillac Racing                           | Cadillac V-Series.R | Cadillac LMC55R 5.5 L V8   | 01 | Renger van der Zande | 1–6, 8, 10-11 |
| Cadillac Racing                           | Cadillac V-Series.R | Cadillac LMC55R 5.5 L V8   | 01 | Scott Dixon          | 1-2, 11       |
| Cadillac Racing                           | Cadillac V-Series.R | Cadillac LMC55R 5.5 L V8   | 01 | Álex Palou           | 1             |
| Proton Competition Mustang Sampling       | Porsche 963         | Porsche 9RD 4.6 L Turbo V8 | 5  | Gianmaria Bruni      | 1–6, 8, 10-11 |
| Proton Competition Mustang Sampling       | Porsche 963         | Porsche 9RD 4.6 L Turbo V8 | 5  | Bent Viscaal         | 4–6, 8, 10–11 |
| Proton Competition Mustang Sampling       | Porsche 963         | Porsche 9RD 4.6 L Turbo V8 | 5  | Alessio Picariello   | 1–2, 10–11    |
| Proton Competition Mustang Sampling       | Porsche 963         | Porsche 9RD 4.6 L Turbo V8 | 5  | Romain Dumas         | 1             |
| Proton Competition Mustang Sampling       | Porsche 963         | Porsche 9RD 4.6 L Turbo V8 | 5  | Neel Jani            | 1             |
| Proton Competition Mustang Sampling       | Porsche 963         | Porsche 9RD 4.6 L Turbo V8 | 5  | Julien Andlauer      | 2             |
| Proton Competition Mustang Sampling       | Porsche 963         | Porsche 9RD 4.6 L Turbo V8 | 5  | Mike Rockenfeller    | 3             |
| Porsche Penske Motorsport                 | Porsche 963         | Porsche 9RD 4.6 L Turbo V8 | 6  | Mathieu Jaminet      | 1–6, 8, 10-11 |
| Porsche Penske Motorsport                 | Porsche 963         | Porsche 9RD 4.6 L Turbo V8 | 6  | Nick Tandy           | 1–6, 8, 10-11 |
| Porsche Penske Motorsport                 | Porsche 963         | Porsche 9RD 4.6 L Turbo V8 | 6  | Kévin Estre          | 1, 11         |
| Porsche Penske Motorsport                 | Porsche 963         | Porsche 9RD 4.6 L Turbo V8 | 6  | Laurens Vanthoor     | 1             |
| Porsche Penske Motorsport                 | Porsche 963         | Porsche 9RD 4.6 L Turbo V8 | 6  | Frédéric Makowiecki  | 2             |
| Porsche Penske Motorsport                 | Porsche 963         | Porsche 9RD 4.6 L Turbo V8 | 7  | Felipe Nasr          | 1–6, 8, 10-11 |
| Porsche Penske Motorsport                 | Porsche 963         | Porsche 9RD 4.6 L Turbo V8 | 7  | Dane Cameron         | 1–6, 8, 10-11 |
| Porsche Penske Motorsport                 | Porsche 963         | Porsche 9RD 4.6 L Turbo V8 | 7  | Matt Campbell        | 1–2, 11       |
| Porsche Penske Motorsport                 | Porsche 963         | Porsche 9RD 4.6 L Turbo V8 | 7  | Josef Newgarden      | 1             |
| Wayne Taylor Racing w/ Andretti Autosport | Acura ARX-06        | Honda AR24e 2.4 L Turbo V6 | 10 | Filipe Albuquerque   | 1–6, 8, 10-11 |
| Wayne Taylor Racing w/ Andretti Autosport | Acura ARX-06        | Honda AR24e 2.4 L Turbo V6 | 10 | Ricky Taylor         | 1–6, 8, 10-11 |
| Wayne Taylor Racing w/ Andretti Autosport | Acura ARX-06        | Honda AR24e 2.4 L Turbo V6 | 10 | Brendon Hartley      | 1–2, 11       |
| Wayne Taylor Racing w/ Andretti Autosport | Acura ARX-06        | Honda AR24e 2.4 L Turbo V6 | 10 | Marcus Ericsson      | 1             |
| Wayne Taylor Racing w/ Andretti Autosport | Acura ARX-06        | Honda AR24e 2.4 L Turbo V6 | 40 | Louis Delétraz       | 1–6, 8, 10-11 |
| Wayne Taylor Racing w/ Andretti Autosport | Acura ARX-06        | Honda AR24e 2.4 L Turbo V6 | 40 | Jordan Taylor        | 1–6, 8, 10-11 |
| Wayne Taylor Racing w/ Andretti Autosport | Acura ARX-06        | Honda AR24e 2.4 L Turbo V6 | 40 | Colton Herta         | 1–2, 11       |
| Wayne Taylor Racing w/ Andretti Autosport | Acura ARX-06        | Honda AR24e 2.4 L Turbo V6 | 40 | Jenson Button        | 1             |
| BMW M Team RLL                            | BMW M Hybrid V8     | BMW P66/3 4.0 L Turbo V8   | 24 | Jesse Krohn          | 1–6, 8, 10-11 |
| BMW M Team RLL                            | BMW M Hybrid V8     | BMW P66/3 4.0 L Turbo V8   | 24 | Philipp Eng          | 1–6, 8, 10-11 |
| BMW M Team RLL                            | BMW M Hybrid V8     | BMW P66/3 4.0 L Turbo V8   | 24 | Augusto Farfus       | 1–2, 11       |
| BMW M Team RLL                            | BMW M Hybrid V8     | BMW P66/3 4.0 L Turbo V8   | 24 | Dries Vanthoor       | 1             |
| BMW M Team RLL                            | BMW M Hybrid V8     | BMW P66/3 4.0 L Turbo V8   | 25 | Connor De Phillippi  | 1–6, 8, 10-11 |
| BMW M Team RLL                            | BMW M Hybrid V8     | BMW P66/3 4.0 L Turbo V8   | 25 | Nick Yelloly         | 1–6, 8, 10-11 |
| BMW M Team RLL                            | BMW M Hybrid V8     | BMW P66/3 4.0 L Turbo V8   | 25 | Maxime Martin        | 1–2, 11       |
| BMW M Team RLL                            | BMW M Hybrid V8     | BMW P66/3 4.0 L Turbo V8   | 25 | René Rast            | 1             |
| Whelen Cadillac Racing                    | Cadillac V-Series.R | Cadillac LMC55R 5.5 L V8   | 31 | Jack Aitken          | 1–6, 8, 10-11 |
| Whelen Cadillac Racing                    | Cadillac V-Series.R | Cadillac LMC55R 5.5 L V8   | 31 | Pipo Derani          | 1–6, 8, 10-11 |
| Whelen Cadillac Racing                    | Cadillac V-Series.R | Cadillac LMC55R 5.5 L V8   | 31 | Tom Blomqvist        | 1–2, 6, 10–11 |
| Lamborghini – Iron Lynx                   | Lamborghini SC63    | Lamborghini 3.8 L Turbo V8 | 63 | Andrea Caldarelli    | 2, 6, 10–11   |
| Lamborghini – Iron Lynx                   | Lamborghini SC63    | Lamborghini 3.8 L Turbo V8 | 63 | Matteo Cairoli       | 2, 6, 10–11   |
| Lamborghini – Iron Lynx                   | Lamborghini SC63    | Lamborghini 3.8 L Turbo V8 | 63 | Romain Grosjean      | 2, 10–11      |
| JDC-Miller MotorSports                    | Porsche 963         | Porsche 9RD 4.6 L Turbo V8 | 85 | Tijmen van der Helm  | 1–6, 8, 10-11 |
| JDC-Miller MotorSports                    | Porsche 963         | Porsche 9RD 4.6 L Turbo V8 | 85 | Richard Westbrook    | 1–6, 8, 10-11 |
| JDC-Miller MotorSports                    | Porsche 963         | Porsche 9RD 4.6 L Turbo V8 | 85 | Philip Hanson        | 1–2, 6, 10–11 |
| JDC-Miller MotorSports                    | Porsche 963         | Porsche 9RD 4.6 L Turbo V8 | 85 | Ben Keating          | 1             |

### Le Mans Prototype 2 (LMP2)
In conformità con i regolamenti LMP2 del 2017, tutte le auto nella classe LMP2 utilizzano il motore Gibson GK428 V8.
| Scuderia                                   | Vettura        | #  | Pilota               | Gare             |
| ------------------------------------------ | -------------- | -- | -------------------- | ---------------- |
| CrowdStrike Racing by Algarve Pro Racing   | Oreca 07       | 04 | Colin Braun          | 1–2, 6–7         |
| CrowdStrike Racing by Algarve Pro Racing   | Oreca 07       | 04 | George Kurtz         | 1–2, 6–7         |
| CrowdStrike Racing by Algarve Pro Racing   | Oreca 07       | 04 | Toby Sowery          | 1–2, 6           |
| CrowdStrike Racing by Algarve Pro Racing   | Oreca 07       | 04 | Malthe Jakobsen      | 1                |
| United Autosports USA                      | Oreca 07       | 2  | Ben Hanley           | 1-2, 6-8, 10-11  |
| United Autosports USA                      | Oreca 07       | 2  | Ben Keating          | 1-2, 6-8, 10-11  |
| United Autosports USA                      | Oreca 07       | 2  | Nico Pino            | 1–2, 6, 10–11    |
| United Autosports USA                      | Oreca 07       | 2  | Patricio O'Ward      | 1                |
| United Autosports USA                      | Oreca 07       | 22 | Dan Goldburg         | 1-2, 6-8, 10-11  |
| United Autosports USA                      | Oreca 07       | 22 | Paul di Resta        | 1–2, 6, 8, 10–11 |
| United Autosports USA                      | Oreca 07       | 22 | Bijoy Garg           | 1–2, 6, 10–11    |
| United Autosports USA                      | Oreca 07       | 22 | Felix Rosenqvist     | 1                |
| United Autosports USA                      | Oreca 07       | 22 | Filipe Albuquerque   | 7                |
| Tower Motorsports                          | Oreca 07       | 8  | John Farano          | 1-2, 6-8, 10-11  |
| Tower Motorsports                          | Oreca 07       | 8  | Charlie Eastwood     | 2, 6, 8, 10      |
| Tower Motorsports                          | Oreca 07       | 8  | Michael Dinan        | 1–2, 6, 10       |
| Tower Motorsports                          | Oreca 07       | 8  | Ferdinand Habsburg   | 1                |
| Tower Motorsports                          | Oreca 07       | 8  | Scott McLaughlin     | 1                |
| Tower Motorsports                          | Oreca 07       | 8  | Renger van der Zande | 7                |
| Tower Motorsports                          | Oreca 07       | 8  | Sebastián Álvarez    | 11               |
| Tower Motorsports                          | Oreca 07       | 8  | Frederik Vesti       | 11               |
| TDS Racing                                 | Oreca 07       | 11 | Steven Thomas        | 1-2, 6-8, 10-11  |
| TDS Racing                                 | Oreca 07       | 11 | Mikkel Jensen        | 1–2, 6, 8, 10–11 |
| TDS Racing                                 | Oreca 07       | 11 | Hunter McElrea       | 1–2, 6, 10–11    |
| TDS Racing                                 | Oreca 07       | 11 | Charles Milesi       | 1                |
| TDS Racing                                 | Oreca 07       | 11 | Scott Huffaker       | 7                |
| Era Motorsport                             | Oreca 07       | 18 | Ryan Dalziel         | 1-2, 6-8, 10-11  |
| Era Motorsport                             | Oreca 07       | 18 | Dwight Merriman      | 1–2, 6, 10–11    |
| Era Motorsport                             | Oreca 07       | 18 | Connor Zilisch       | 1–2, 6, 10–11    |
| Era Motorsport                             | Oreca 07       | 18 | Stuart Wiltshire     | 7–8              |
| Era Motorsport                             | Oreca 07       | 18 | Christian Rasmussen  | 1                |
| High Class Racing                          | Oreca 07       | 20 | Dennis Andersen      | 1-2, 6-8, 10-11  |
| High Class Racing                          | Oreca 07       | 20 | Seth Lucas           | 1-2, 6-8, 10-11  |
| High Class Racing                          | Oreca 07       | 20 | Scott Huffaker       | 1, 6, 10–11      |
| High Class Racing                          | Oreca 07       | 20 | Laurents Hörr        | 1-2              |
| Sean Creech Motorsport                     | Ligier JS P217 | 33 | João Barbosa         | 1–2, 6–8         |
| Sean Creech Motorsport                     | Ligier JS P217 | 33 | Lance Willsey        | 1–2, 6–7         |
| Sean Creech Motorsport                     | Ligier JS P217 | 33 | Jonny Edgar          | 1–2, 6           |
| Sean Creech Motorsport                     | Ligier JS P217 | 33 | Nolan Siegel         | 1                |
| Sean Creech Motorsport                     | Ligier JS P217 | 33 | Tõnis Kasemets       | 8                |
| Inter Europol w/ PR1/Mathiasen Motorsports | Oreca 07       | 52 | Nick Boulle          | 1-2, 6-8, 10-11  |
| Inter Europol w/ PR1/Mathiasen Motorsports | Oreca 07       | 52 | Tom Dillmann         | 1-2, 6-8, 10-11  |
| Inter Europol w/ PR1/Mathiasen Motorsports | Oreca 07       | 52 | Jakub Śmiechowski    | 1–2, 6, 10–11    |
| Inter Europol w/ PR1/Mathiasen Motorsports | Oreca 07       | 52 | Pietro Fittipaldi    | 1                |
| Riley                                      | Oreca 07       | 74 | Felipe Fraga         | 1-2, 6-8, 10-11  |
| Riley                                      | Oreca 07       | 74 | Gar Robinson         | 1-2, 6-8, 10-11  |
| Riley                                      | Oreca 07       | 74 | Josh Burdon          | 1–2, 6, 10–11    |
| Riley                                      | Oreca 07       | 74 | Felipe Massa         | 1                |
| JDC-Miller MotorSports                     | Oreca 07       | 79 | Scott Andrews        | 8                |
| JDC-Miller MotorSports                     | Oreca 07       | 79 | Gerry Kraut          | 8                |
| DragonSpeed USA                            | Oreca 07       | 81 | Eric Lux             | 1, 6             |
| DragonSpeed USA                            | Oreca 07       | 81 | Rasmus Lindh         | 2, 6             |
| DragonSpeed USA                            | Oreca 07       | 81 | James Allen          | 1                |
| DragonSpeed USA                            | Oreca 07       | 81 | Sebastian Alvarez    | 1                |
| DragonSpeed USA                            | Oreca 07       | 81 | Kyffin Simpson       | 1                |
| DragonSpeed USA                            | Oreca 07       | 81 | Henrik Hedman        | 2                |
| DragonSpeed USA                            | Oreca 07       | 81 | Malthe Jakobsen      | 2                |
| DragonSpeed USA                            | Oreca 07       | 81 | Nicolás Varrone      | 6                |
| Richard Mille AF Corse                     | Oreca 07       | 88 | Luis Pérez Companc   | 1-2, 6-8, 10-11  |
| Richard Mille AF Corse                     | Oreca 07       | 88 | Nicklas Nielsen      | 1–2, 6, 8, 10–11 |
| Richard Mille AF Corse                     | Oreca 07       | 88 | Lilou Wadoux         | 1–2, 6, 11       |
| Richard Mille AF Corse                     | Oreca 07       | 88 | Matthieu Vaxivière   | 1                |
| Richard Mille AF Corse                     | Oreca 07       | 88 | Pipo Derani          | 7                |
| Richard Mille AF Corse                     | Oreca 07       | 88 | Dylan Murry          | 10               |
| AO Racing                                  | Oreca 07       | 99 | P. J. Hyett          | 1-2, 6-8, 10-11  |
| AO Racing                                  | Oreca 07       | 99 | Paul-Loup Chatin     | 1–2, 6, 8, 10–11 |
| AO Racing                                  | Oreca 07       | 99 | Matthew Brabham      | 1–2, 6, 10–11    |
| AO Racing                                  | Oreca 07       | 99 | Alex Quinn           | 1                |
| AO Racing                                  | Oreca 07       | 99 | Louis Delétraz       | 7                |

### GT Daytona (GTD Pro / GTD)
| Scuderia                                    | Vettura                                  | Motore                                                     | #       | Piloti                | Gare             |
| GTD Pro                                     | GTD Pro                                  | GTD Pro                                                    | GTD Pro | GTD Pro               | GTD Pro          |
| ------------------------------------------- | ---------------------------------------- | ---------------------------------------------------------- | ------- | --------------------- | ---------------- |
| Paul Miller Racing                          | BMW M4 GT3                               | BMW P58 3.0 L Turbo I6                                     | 1       | Bryan Sellers         | 1-2, 4-11        |
| Paul Miller Racing                          | BMW M4 GT3                               | BMW P58 3.0 L Turbo I6                                     | 1       | Madison Snow          | 1-2, 4-11        |
| Paul Miller Racing                          | BMW M4 GT3                               | BMW P58 3.0 L Turbo I6                                     | 1       | Neil Verhagen         | 1–2, 6, 10–11    |
| Paul Miller Racing                          | BMW M4 GT3                               | BMW P58 3.0 L Turbo I6                                     | 1       | Sheldon van der Linde | 1                |
| Corvette Racing w/ Pratt Miller Motorsports | Chevrolet Corvette Z06 GT3.R             | Chevrolet LT6 5.5 L V8                                     | 3       | Antonio García        | 1-2, 4-11        |
| Corvette Racing w/ Pratt Miller Motorsports | Chevrolet Corvette Z06 GT3.R             | Chevrolet LT6 5.5 L V8                                     | 3       | Alexander Sims        | 1-2, 4-11        |
| Corvette Racing w/ Pratt Miller Motorsports | Chevrolet Corvette Z06 GT3.R             | Chevrolet LT6 5.5 L V8                                     | 3       | Daniel Juncadella     | 1-2, 11          |
| Corvette Racing w/ Pratt Miller Motorsports | Chevrolet Corvette Z06 GT3.R             | Chevrolet LT6 5.5 L V8                                     | 4       | Nicky Catsburg        | 1-2, 4-11        |
| Corvette Racing w/ Pratt Miller Motorsports | Chevrolet Corvette Z06 GT3.R             | Chevrolet LT6 5.5 L V8                                     | 4       | Tommy Milner          | 1-2, 4-11        |
| Corvette Racing w/ Pratt Miller Motorsports | Chevrolet Corvette Z06 GT3.R             | Chevrolet LT6 5.5 L V8                                     | 4       | Earl Bamber           | 1-2, 11          |
| Pfaff Motorsports                           | McLaren 720S GT3 Evo                     | McLaren M840T 4.0 L Turbo V8                               | 9       | Oliver Jarvis         | 1-2, 4-11        |
| Pfaff Motorsports                           | McLaren 720S GT3 Evo                     | McLaren M840T 4.0 L Turbo V8                               | 9       | Marvin Kirchhöfer     | 1-2, 4-11        |
| Pfaff Motorsports                           | McLaren 720S GT3 Evo                     | McLaren M840T 4.0 L Turbo V8                               | 9       | James Hinchcliffe     | 1-2, 11          |
| Pfaff Motorsports                           | McLaren 720S GT3 Evo                     | McLaren M840T 4.0 L Turbo V8                               | 9       | Alexander Rossi       | 1                |
| Vasser Sullivan Racing                      | Lexus RC F GT3                           | Toyota 2UR-GSE 5.0 L V8                                    | 14      | Ben Barnicoat         | 1-2, 4-11        |
| Vasser Sullivan Racing                      | Lexus RC F GT3                           | Toyota 2UR-GSE 5.0 L V8                                    | 14      | Jack Hawksworth       | 1-2, 4-11        |
| Vasser Sullivan Racing                      | Lexus RC F GT3                           | Toyota 2UR-GSE 5.0 L V8                                    | 14      | Kyle Kirkwood         | 1-2, 11          |
| Vasser Sullivan Racing                      | Lexus RC F GT3                           | Toyota 2UR-GSE 5.0 L V8                                    | 14      | Mike Conway           | 1                |
| Vasser Sullivan Racing                      | Lexus RC F GT3                           | Toyota 2UR-GSE 5.0 L V8                                    | 15      | Frankie Montecalvo    | 5                |
| Vasser Sullivan Racing                      | Lexus RC F GT3                           | Toyota 2UR-GSE 5.0 L V8                                    | 15      | Parker Thompson       | 5                |
| Iron Lynx                                   | Lamborghini Huracán GT3 Evo 2            | Lamborghini DGF 5.2 L V10                                  | 19      | Jordan Pepper         | 1–2, 6, 11       |
| Iron Lynx                                   | Lamborghini Huracán GT3 Evo 2            | Lamborghini DGF 5.2 L V10                                  | 19      | Franck Perera         | 1–2, 6, 11       |
| Iron Lynx                                   | Lamborghini Huracán GT3 Evo 2            | Lamborghini DGF 5.2 L V10                                  | 19      | Mirko Bortolotti      | 1–2, 11          |
| Iron Lynx                                   | Lamborghini Huracán GT3 Evo 2            | Lamborghini DGF 5.2 L V10                                  | 19      | Andrea Caldarelli     | 1                |
| Iron Lynx                                   | Lamborghini Huracán GT3 Evo 2            | Lamborghini DGF 5.2 L V10                                  | 19      | Luca Engstler         | 10               |
| Iron Lynx                                   | Lamborghini Huracán GT3 Evo 2            | Lamborghini DGF 5.2 L V10                                  | 19      | Maximilian Paul       | 10               |
| Iron Lynx                                   | Lamborghini Huracán GT3 Evo 2            | Lamborghini DGF 5.2 L V10                                  | 60      | Matteo Cressoni       | 1–2              |
| Iron Lynx                                   | Lamborghini Huracán GT3 Evo 2            | Lamborghini DGF 5.2 L V10                                  | 60      | Claudio Schiavoni     | 1–2              |
| Iron Lynx                                   | Lamborghini Huracán GT3 Evo 2            | Lamborghini DGF 5.2 L V10                                  | 60      | Matteo Cairoli        | 1                |
| Iron Lynx                                   | Lamborghini Huracán GT3 Evo 2            | Lamborghini DGF 5.2 L V10                                  | 60      | Romain Grosjean       | 1                |
| Iron Lynx                                   | Lamborghini Huracán GT3 Evo 2            | Lamborghini DGF 5.2 L V10                                  | 60      | Leonardo Pulcini      | 2                |
| Heart of Racing Team                        | Aston Martin Vantage AMR GT3 Evo         | Aston Martin M177 4.0 L Turbo V8                           | 23      | Ross Gunn             | 1-2, 4-11        |
| Heart of Racing Team                        | Aston Martin Vantage AMR GT3 Evo         | Aston Martin M177 4.0 L Turbo V8                           | 23      | Alex Riberas          | 1–2, 5–6, 8–11   |
| Heart of Racing Team                        | Aston Martin Vantage AMR GT3 Evo         | Aston Martin M177 4.0 L Turbo V8                           | 23      | Mario Farnbacher      | 1–2, 4, 7        |
| Heart of Racing Team                        | Aston Martin Vantage AMR GT3 Evo         | Aston Martin M177 4.0 L Turbo V8                           | 23      | Roman De Angelis      | 11               |
| Heart of Racing Team                        | Aston Martin Vantage AMR GT3 Evo         | Aston Martin M177 4.0 L Turbo V8                           | 027     | Mario Farnbacher      | 10–11            |
| Heart of Racing Team                        | Aston Martin Vantage AMR GT3 Evo         | Aston Martin M177 4.0 L Turbo V8                           | 027     | Roman De Angelis      | 10               |
| Heart of Racing Team                        | Aston Martin Vantage AMR GT3 Evo         | Aston Martin M177 4.0 L Turbo V8                           | 027     | Zacharie Robichon     | 11               |
| Heart of Racing Team                        | Aston Martin Vantage AMR GT3 Evo         | Aston Martin M177 4.0 L Turbo V8                           | 027     | Marco Sørensen        | 11               |
| Conquest Racing                             | Ferrari 296 GT3                          | Ferrari F163CE 3.0 L Turbo V6                              | 35      | Daniel Serra          | 5, 8             |
| Conquest Racing                             | Ferrari 296 GT3                          | Ferrari F163CE 3.0 L Turbo V6                              | 35      | Albert Costa          | 5                |
| Conquest Racing                             | Ferrari 296 GT3                          | Ferrari F163CE 3.0 L Turbo V6                              | 35      | Giacomo Altoè         | 8                |
| Risi Competizione                           | Ferrari 296 GT3                          | Ferrari F163CE 3.0 L Turbo V6                              | 62      | Davide Rigon          | 1–2, 6, 10–11    |
| Risi Competizione                           | Ferrari 296 GT3                          | Ferrari F163CE 3.0 L Turbo V6                              | 62      | Daniel Serra          | 1–2, 6, 10–11    |
| Risi Competizione                           | Ferrari 296 GT3                          | Ferrari F163CE 3.0 L Turbo V6                              | 62      | James Calado          | 1–2              |
| Risi Competizione                           | Ferrari 296 GT3                          | Ferrari F163CE 3.0 L Turbo V6                              | 62      | Alessandro Pier Guidi | 1, 11            |
| Ford Multimatic Motorsports                 | Ford Mustang GT3                         | Ford Coyote 5.4 L V8                                       | 64      | Mike Rockenfeller     | 1-2, 4-11        |
| Ford Multimatic Motorsports                 | Ford Mustang GT3                         | Ford Coyote 5.4 L V8                                       | 64      | Harry Tincknell       | 1-2, 4-11        |
| Ford Multimatic Motorsports                 | Ford Mustang GT3                         | Ford Coyote 5.4 L V8                                       | 64      | Christopher Mies      | 1–2, 11          |
| Ford Multimatic Motorsports                 | Ford Mustang GT3                         | Ford Coyote 5.4 L V8                                       | 65      | Joey Hand             | 1-2, 4-11        |
| Ford Multimatic Motorsports                 | Ford Mustang GT3                         | Ford Coyote 5.4 L V8                                       | 65      | Dirk Müller           | 1-2, 4-11        |
| Ford Multimatic Motorsports                 | Ford Mustang GT3                         | Ford Coyote 5.4 L V8                                       | 65      | Frédéric Vervisch     | 1–2, 11          |
| SunEnergy1 Racing                           | Mercedes-AMG GT3 Evo                     | Mercedes-AMG M159 6.2 L V8                                 | 75      | Kenny Habul           | 1, 10            |
| SunEnergy1 Racing                           | Mercedes-AMG GT3 Evo                     | Mercedes-AMG M159 6.2 L V8                                 | 75      | Maro Engel            | 1                |
| SunEnergy1 Racing                           | Mercedes-AMG GT3 Evo                     | Mercedes-AMG M159 6.2 L V8                                 | 75      | Jules Gounon          | 1                |
| SunEnergy1 Racing                           | Mercedes-AMG GT3 Evo                     | Mercedes-AMG M159 6.2 L V8                                 | 75      | Luca Stolz            | 1                |
| SunEnergy1 Racing                           | Mercedes-AMG GT3 Evo                     | Mercedes-AMG M159 6.2 L V8                                 | 75      | Jordan Love           | 10               |
| SunEnergy1 Racing                           | Mercedes-AMG GT3 Evo                     | Mercedes-AMG M159 6.2 L V8                                 | 75      | Chaz Mostert          | 10               |
| AO Racing                                   | Porsche 911 GT3 R (992)                  | Porsche M97/80 4.2 L Flat-6                                | 77      | Laurin Heinrich       | 1-2, 4-11        |
| AO Racing                                   | Porsche 911 GT3 R (992)                  | Porsche M97/80 4.2 L Flat-6                                | 77      | Sebastian Priaulx     | 1–2, 4–7         |
| AO Racing                                   | Porsche 911 GT3 R (992)                  | Porsche M97/80 4.2 L Flat-6                                | 77      | Michael Christensen   | 1–2, 10–11       |
| AO Racing                                   | Porsche 911 GT3 R (992)                  | Porsche M97/80 4.2 L Flat-6                                | 77      | Julien Andlauer       | 8, 11            |
| AO Racing                                   | Porsche 911 GT3 R (992)                  | Porsche M97/80 4.2 L Flat-6                                | 77      | Klaus Bachler         | 9                |
| DragonSpeed USA                             | Ferrari 296 GT3                          | Ferrari F163CE 3.0 L Turbo V6                              | 82      | Vincent Abril         | 11               |
| DragonSpeed USA                             | Ferrari 296 GT3                          | Ferrari F163CE 3.0 L Turbo V6                              | 82      | Thomas Neubauer       | 11               |
| DragonSpeed USA                             | Ferrari 296 GT3                          | Ferrari F163CE 3.0 L Turbo V6                              | 82      | Toni Vilander         | 11               |
| GTD                                         |                                          |                                                            |         |                       |                  |
| Triarsi Competizione                        | Ferrari 296 GT3                          | Ferrari F163CE 3.0 L Turbo V6                              | 023     | Onofrio Triarsi       | 1–2, 6, 8, 10–11 |
| Triarsi Competizione                        | Ferrari 296 GT3                          | Ferrari F163CE 3.0 L Turbo V6                              | 023     | Alessio Rovera        | 1–2, 6, 8, 11    |
| Triarsi Competizione                        | Ferrari 296 GT3                          | Ferrari F163CE 3.0 L Turbo V6                              | 023     | Charlie Scardina      | 1–2, 6, 10–11    |
| Triarsi Competizione                        | Ferrari 296 GT3                          | Ferrari F163CE 3.0 L Turbo V6                              | 023     | Riccardo Agostini     | 1, 10            |
| Vasser Sullivan Racing                      | Lexus RC F GT3                           | Toyota 2UR-GSE 5.0 L V8                                    | 12      | Frankie Montecalvo    | 1-4, 6-11        |
| Vasser Sullivan Racing                      | Lexus RC F GT3                           | Toyota 2UR-GSE 5.0 L V8                                    | 12      | Parker Thompson       | 1–2, 4, 6–11     |
| Vasser Sullivan Racing                      | Lexus RC F GT3                           | Toyota 2UR-GSE 5.0 L V8                                    | 12      | Aaron Telitz          | 1–2, 6, 10–11    |
| Vasser Sullivan Racing                      | Lexus RC F GT3                           | Toyota 2UR-GSE 5.0 L V8                                    | 12      | Ritomo Miyata         | 1                |
| Vasser Sullivan Racing                      | Lexus RC F GT3                           | Toyota 2UR-GSE 5.0 L V8                                    | 12      | Jack Hawksworth       | 3                |
| Vasser Sullivan Racing                      | Lexus RC F GT3                           | Toyota 2UR-GSE 5.0 L V8                                    | 89      | Ben Barnicoat         | 3                |
| Vasser Sullivan Racing                      | Lexus RC F GT3                           | Toyota 2UR-GSE 5.0 L V8                                    | 89      | Parker Thompson       | 3                |
| AWA                                         | Chevrolet Corvette Z06 GT3.R             | Chevrolet LT6 5.5 L V8                                     | 13      | Matt Bell             | 1-4, 6-11        |
| AWA                                         | Chevrolet Corvette Z06 GT3.R             | Chevrolet LT6 5.5 L V8                                     | 13      | Orey Fidani           | 1-4, 6-11        |
| AWA                                         | Chevrolet Corvette Z06 GT3.R             | Chevrolet LT6 5.5 L V8                                     | 13      | Lars Kern             | 1–2, 6, 10–11    |
| AWA                                         | Chevrolet Corvette Z06 GT3.R             | Chevrolet LT6 5.5 L V8                                     | 13      | Alex Lynn             | 1                |
| AWA                                         | Chevrolet Corvette Z06 GT3.R             | Chevrolet LT6 5.5 L V8                                     | 17      | Anthony Mantella      | 1–2              |
| AWA                                         | Chevrolet Corvette Z06 GT3.R             | Chevrolet LT6 5.5 L V8                                     | 17      | Thomas Merrill        | 1–2              |
| AWA                                         | Chevrolet Corvette Z06 GT3.R             | Chevrolet LT6 5.5 L V8                                     | 17      | Nicolás Varrone       | 1–2              |
| AWA                                         | Chevrolet Corvette Z06 GT3.R             | Chevrolet LT6 5.5 L V8                                     | 17      | Charlie Eastwood      | 1                |
| AF Corse                                    | Ferrari 296 GT3                          | Ferrari F163CE 3.0 L Turbo V6                              | 21      | François Heriau       | 1–2, 6, 10–11    |
| AF Corse                                    | Ferrari 296 GT3                          | Ferrari F163CE 3.0 L Turbo V6                              | 21      | Simon Mann            | 1–2, 6, 10–11    |
| AF Corse                                    | Ferrari 296 GT3                          | Ferrari F163CE 3.0 L Turbo V6                              | 21      | Miguel Molina         | 1–2, 6, 10–11    |
| AF Corse                                    | Ferrari 296 GT3                          | Ferrari F163CE 3.0 L Turbo V6                              | 21      | Kei Cozzolino         | 1                |
| Cetilar Racing                              | Ferrari 296 GT3                          | Ferrari F163CE 3.0 L Turbo V6                              | 47      | Antonio Fuoco         | 1–2, 6, 10–11    |
| Cetilar Racing                              | Ferrari 296 GT3                          | Ferrari F163CE 3.0 L Turbo V6                              | 47      | Roberto Lacorte       | 1–2, 6, 10–11    |
| Cetilar Racing                              | Ferrari 296 GT3                          | Ferrari F163CE 3.0 L Turbo V6                              | 47      | Giorgio Sernagiotto   | 1–2, 6, 10–11    |
| Cetilar Racing                              | Ferrari 296 GT3                          | Ferrari F163CE 3.0 L Turbo V6                              | 47      | Eddie Cheever III     | 1                |
| Heart of Racing Team                        | Aston Martin Vantage AMR GT3 Evo         | Aston Martin M177 4.0 L Turbo V8                           | 27      | Roman De Angelis      | 1–4, 6–9         |
| Heart of Racing Team                        | Aston Martin Vantage AMR GT3 Evo         | Aston Martin M177 4.0 L Turbo V8                           | 27      | Zacharie Robichon     | 1–2, 6, 8–9      |
| Heart of Racing Team                        | Aston Martin Vantage AMR GT3 Evo         | Aston Martin M177 4.0 L Turbo V8                           | 27      | Ian James             | 1–2, 6           |
| Heart of Racing Team                        | Aston Martin Vantage AMR GT3 Evo         | Aston Martin M177 4.0 L Turbo V8                           | 27      | Marco Sørensen        | 1                |
| Flying Lizard Motorsports                   | Aston Martin Vantage AMR GT3 Evo         | Aston Martin M177 4.0 L Turbo V8                           | 28      | Andy Lee              | 3                |
| Flying Lizard Motorsports                   | Aston Martin Vantage AMR GT3 Evo         | Aston Martin M177 4.0 L Turbo V8                           | 28      | Elias Sabo            | 3                |
| Korthoff / Preston Motorsports              | Mercedes-AMG GT3 Evo                     | Mercedes-AMG M159 6.2 L V8                                 | 32      | Mikaël Grenier        | 1-4, 6-11        |
| Korthoff / Preston Motorsports              | Mercedes-AMG GT3 Evo                     | Mercedes-AMG M159 6.2 L V8                                 | 32      | Mike Skeen            | 1–4, 6–7, 11     |
| Korthoff / Preston Motorsports              | Mercedes-AMG GT3 Evo                     | Mercedes-AMG M159 6.2 L V8                                 | 32      | Kenton Koch           | 1–2, 6, 8–11     |
| Korthoff / Preston Motorsports              | Mercedes-AMG GT3 Evo                     | Mercedes-AMG M159 6.2 L V8                                 | 32      | Maximilian Götz       | 1                |
| Conquest Racing                             | Ferrari 296 GT3                          | Ferrari F163CE 3.0 L Turbo V6                              | 34      | Albert Costa          | 1-4, 6-11        |
| Conquest Racing                             | Ferrari 296 GT3                          | Ferrari F163CE 3.0 L Turbo V6                              | 34      | Manny Franco          | 1-4, 6-11        |
| Conquest Racing                             | Ferrari 296 GT3                          | Ferrari F163CE 3.0 L Turbo V6                              | 34      | Cédric Sbirrazzuoli   | 1–2, 6, 10–11    |
| Conquest Racing                             | Ferrari 296 GT3                          | Ferrari F163CE 3.0 L Turbo V6                              | 34      | Alessandro Balzan     | 1                |
| Wayne Taylor Racing w/ Andretti Autosport   | Porsche 911 GT3 R (992)                  | Porsche M97/80 4.2 L Flat-6                                | 43      | Jarett Andretti       | 1–4, 6, 10       |
| Wayne Taylor Racing w/ Andretti Autosport   | Porsche 911 GT3 R (992)                  | Porsche M97/80 4.2 L Flat-6                                | 43      | Gabby Chaves          | 1–4, 6, 10       |
| Wayne Taylor Racing w/ Andretti Autosport   | Porsche 911 GT3 R (992)                  | Porsche M97/80 4.2 L Flat-6                                | 43      | Scott Hargrove        | 1–2, 6, 10       |
| Wayne Taylor Racing w/ Andretti Autosport   | Porsche 911 GT3 R (992)                  | Porsche M97/80 4.2 L Flat-6                                | 43      | Thomas Preining       | 1                |
| Wayne Taylor Racing w/ Andretti Autosport   | Lamborghini Huracán GT3 Evo 2            | Lamborghini DGF 5.2 L V10                                  | 45      | Danny Formal          | 1-4, 6-11        |
| Wayne Taylor Racing w/ Andretti Autosport   | Lamborghini Huracán GT3 Evo 2            | Lamborghini DGF 5.2 L V10                                  | 45      | Kyle Marcelli         | 1–4, 6–7, 9–11   |
| Wayne Taylor Racing w/ Andretti Autosport   | Lamborghini Huracán GT3 Evo 2            | Lamborghini DGF 5.2 L V10                                  | 45      | Graham Doyle          | 1–2, 6, 10–11    |
| Wayne Taylor Racing w/ Andretti Autosport   | Lamborghini Huracán GT3 Evo 2            | Lamborghini DGF 5.2 L V10                                  | 45      | Ashton Harrison       | 1                |
| Wayne Taylor Racing w/ Andretti Autosport   | Lamborghini Huracán GT3 Evo 2            | Lamborghini DGF 5.2 L V10                                  | 45      | Sandy Mitchell        | 8                |
| Magnus Racing                               | Aston Martin Vantage AMR GT3 Evo         | Aston Martin M177 4.0 L Turbo V8                           | 44      | Andy Lally            | 1–2, 6, 10–11    |
| Magnus Racing                               | Aston Martin Vantage AMR GT3 Evo         | Aston Martin M177 4.0 L Turbo V8                           | 44      | John Potter           | 1–2, 6, 10–11    |
| Magnus Racing                               | Aston Martin Vantage AMR GT3 Evo         | Aston Martin M177 4.0 L Turbo V8                           | 44      | Spencer Pumpelly      | 1–2, 6, 10–11    |
| Magnus Racing                               | Aston Martin Vantage AMR GT3 Evo         | Aston Martin M177 4.0 L Turbo V8                           | 44      | Nicki Thiim           | 1                |
| Proton Competition                          | Ford Mustang GT3                         | Ford Coyote 5.4 L V8                                       | 55      | Giammarco Levorato    | 1-4, 6-11        |
| Proton Competition                          | Ford Mustang GT3                         | Ford Coyote 5.4 L V8                                       | 55      | Corey Lewis           | 1-4, 6-11        |
| Proton Competition                          | Ford Mustang GT3                         | Ford Coyote 5.4 L V8                                       | 55      | Ryan Hardwick         | 1–2, 6, 11       |
| Proton Competition                          | Ford Mustang GT3                         | Ford Coyote 5.4 L V8                                       | 55      | Dennis Olsen          | 1                |
| Proton Competition                          | Ford Mustang GT3                         | Ford Coyote 5.4 L V8                                       | 55      | Ben Barker            | 10               |
| DragonSpeed USA                             | Ferrari 296 GT3                          | Ferrari F163CE 3.0 L Turbo V6                              | 56      | Henrik Hedman         | 10               |
| DragonSpeed USA                             | Ferrari 296 GT3                          | Ferrari F163CE 3.0 L Turbo V6                              | 56      | Rasmus Lindh          | 10               |
| DragonSpeed USA                             | Ferrari 296 GT3                          | Ferrari F163CE 3.0 L Turbo V6                              | 56      | Toni Vilander         | 10               |
| Winward Racing                              | Mercedes-AMG GT3 Evo                     | Mercedes-AMG M159 6.2 L V8                                 | 57      | Philip Ellis          | 1-4, 6-11        |
| Winward Racing                              | Mercedes-AMG GT3 Evo                     | Mercedes-AMG M159 6.2 L V8                                 | 57      | Russell Ward          | 1-4, 6-11        |
| Winward Racing                              | Mercedes-AMG GT3 Evo                     | Mercedes-AMG M159 6.2 L V8                                 | 57      | Indy Dontje           | 1–2, 6, 10–11    |
| Winward Racing                              | Mercedes-AMG GT3 Evo                     | Mercedes-AMG M159 6.2 L V8                                 | 57      | Daniel Morad          | 1                |
| Gradient Racing                             | Acura NSX GT3 Evo22                      | Honda JNC1 3.5 L Turbo V6                                  | 66      | Sheena Monk           | 1-4, 6-11        |
| Gradient Racing                             | Acura NSX GT3 Evo22                      | Honda JNC1 3.5 L Turbo V6                                  | 66      | Stevan McAleer        | 1, 3–4, 6–11     |
| Gradient Racing                             | Acura NSX GT3 Evo22                      | Honda JNC1 3.5 L Turbo V6                                  | 66      | Tatiana Calderón      | 1–2, 6, 10–11    |
| Gradient Racing                             | Acura NSX GT3 Evo22                      | Honda JNC1 3.5 L Turbo V6                                  | 66      | Katherine Legge       | 1–2              |
| Inception Racing                            | McLaren 720S GT3 Evo 8 Ferrari 296 GT3 2 | McLaren M840T 4.0 L Turbo V8 Ferrari F163CE 3.0 L Turbo V6 | 70      | Brendan Iribe         | 1-4, 6-11        |
| Inception Racing                            | McLaren 720S GT3 Evo 8 Ferrari 296 GT3 2 | McLaren M840T 4.0 L Turbo V8 Ferrari F163CE 3.0 L Turbo V6 | 70      | Frederik Schandorff   | 1-4, 6-11        |
| Inception Racing                            | McLaren 720S GT3 Evo 8 Ferrari 296 GT3 2 | McLaren M840T 4.0 L Turbo V8 Ferrari F163CE 3.0 L Turbo V6 | 70      | Ollie Millroy         | 1–2, 6, 10–11    |
| Inception Racing                            | McLaren 720S GT3 Evo 8 Ferrari 296 GT3 2 | McLaren M840T 4.0 L Turbo V8 Ferrari F163CE 3.0 L Turbo V6 | 70      | Tom Gamble            | 1                |
| Forte Racing                                | Lamborghini Huracán GT3 Evo 2            | Lamborghini DGF 5.2 L V10                                  | 78      | Misha Goikhberg       | 1-4, 6-11        |
| Forte Racing                                | Lamborghini Huracán GT3 Evo 2            | Lamborghini DGF 5.2 L V10                                  | 78      | Loris Spinelli        | 1-4, 6-11        |
| Forte Racing                                | Lamborghini Huracán GT3 Evo 2            | Lamborghini DGF 5.2 L V10                                  | 78      | Devlin DeFrancesco    | 1–2, 6, 10–11    |
| Forte Racing                                | Lamborghini Huracán GT3 Evo 2            | Lamborghini DGF 5.2 L V10                                  | 78      | Sandy Mitchell        | 1                |
| Lone Star Racing                            | Mercedes-AMG GT3 Evo                     | Mercedes-AMG M159 6.2 L V8                                 | 80      | Rui Andrade           | 1–2, 6, 10–11    |
| Lone Star Racing                            | Mercedes-AMG GT3 Evo                     | Mercedes-AMG M159 6.2 L V8                                 | 80      | Scott Andrews         | 1–2, 6, 10–11    |
| Lone Star Racing                            | Mercedes-AMG GT3 Evo                     | Mercedes-AMG M159 6.2 L V8                                 | 80      | Salih Yoluç           | 1–2, 6, 10–11    |
| Lone Star Racing                            | Mercedes-AMG GT3 Evo                     | Mercedes-AMG M159 6.2 L V8                                 | 80      | Adam Christodoulou    | 1                |
| Iron Dames                                  | Lamborghini Huracán GT3 Evo 2            | Lamborghini DGF 5.2 L V10                                  | 83      | Sarah Bovy            | 1–2, 6, 10–11    |
| Iron Dames                                  | Lamborghini Huracán GT3 Evo 2            | Lamborghini DGF 5.2 L V10                                  | 83      | Rahel Frey            | 1–2, 6, 10–11    |
| Iron Dames                                  | Lamborghini Huracán GT3 Evo 2            | Lamborghini DGF 5.2 L V10                                  | 83      | Michelle Gatting      | 1–2, 6, 10–11    |
| Iron Dames                                  | Lamborghini Huracán GT3 Evo 2            | Lamborghini DGF 5.2 L V10                                  | 83      | Doriane Pin           | 1                |
| MDK Motorsports                             | Porsche 911 GT3 R (992)                  | Porsche M97/80 4.2 L Flat-6                                | 86      | Anders Fjordbach      | 1-4, 6-11        |
| MDK Motorsports                             | Porsche 911 GT3 R (992)                  | Porsche M97/80 4.2 L Flat-6                                | 86      | Kerong Li             | 1-4, 6-11        |
| MDK Motorsports                             | Porsche 911 GT3 R (992)                  | Porsche M97/80 4.2 L Flat-6                                | 86      | Klaus Bachler         | 1–2, 6, 11       |
| MDK Motorsports                             | Porsche 911 GT3 R (992)                  | Porsche M97/80 4.2 L Flat-6                                | 86      | Larry ten Voorde      | 1                |
| MDK Motorsports                             | Porsche 911 GT3 R (992)                  | Porsche M97/80 4.2 L Flat-6                                | 86      | Brendon Leitch        | 10               |
| Kellymoss w/ Riley                          | Porsche 911 GT3 R (992)                  | Porsche M97/80 4.2 L Flat-6                                | 90      | Kay van Berlo         | 10               |
| Kellymoss w/ Riley                          | Porsche 911 GT3 R (992)                  | Porsche M97/80 4.2 L Flat-6                                | 90      | Riley Dickinson       | 10               |
| Kellymoss w/ Riley                          | Porsche 911 GT3 R (992)                  | Porsche M97/80 4.2 L Flat-6                                | 90      | Jake Pedersen         | 10               |
| Kellymoss w/ Riley                          | Porsche 911 GT3 R (992)                  | Porsche M97/80 4.2 L Flat-6                                | 92      | Julien Andlauer       | 1                |
| Kellymoss w/ Riley                          | Porsche 911 GT3 R (992)                  | Porsche M97/80 4.2 L Flat-6                                | 92      | David Brule           | 1                |
| Kellymoss w/ Riley                          | Porsche 911 GT3 R (992)                  | Porsche M97/80 4.2 L Flat-6                                | 92      | Trent Hindman         | 1                |
| Kellymoss w/ Riley                          | Porsche 911 GT3 R (992)                  | Porsche M97/80 4.2 L Flat-6                                | 92      | Alec Udell            | 1                |
| Turner Motorsport                           | BMW M4 GT3                               | BMW P58 3.0 L Turbo I6                                     | 96      | Robby Foley           | 1-4, 6-11        |
| Turner Motorsport                           | BMW M4 GT3                               | BMW P58 3.0 L Turbo I6                                     | 96      | Patrick Gallagher     | 1-4, 6-11        |
| Turner Motorsport                           | BMW M4 GT3                               | BMW P58 3.0 L Turbo I6                                     | 96      | Jake Walker           | 1–2, 6, 10–11    |
| Turner Motorsport                           | BMW M4 GT3                               | BMW P58 3.0 L Turbo I6                                     | 96      | Jens Klingmann        | 1                |
| Wright Motorsports                          | Porsche 911 GT3 R (992)                  | Porsche M97/80 4.2 L Flat-6                                | 120     | Adam Adelson          | 1–4, 6, 8–11     |
| Wright Motorsports                          | Porsche 911 GT3 R (992)                  | Porsche M97/80 4.2 L Flat-6                                | 120     | Elliott Skeer         | 1–4, 6, 8–11     |
| Wright Motorsports                          | Porsche 911 GT3 R (992)                  | Porsche M97/80 4.2 L Flat-6                                | 120     | Jan Heylen            | 1–2, 6, 10–11    |
| Wright Motorsports                          | Porsche 911 GT3 R (992)                  | Porsche M97/80 4.2 L Flat-6                                | 120     | Frédéric Makowiecki   | 1                |

## Risultati
| Gara | Circuito     | Team vincitore GTP                                     | Team vincitore LMP2                                             |                                                              | Team vincitore GTD Pro                             | Team vincitore GTD | Resoconto |
| Gara | Circuito     | Piloti vincitori GTP                                   | Piloti vincitori LMP2                                           | Piloti vincitori GTD Pro                                     | Piloti vincitori GTD                               |                    | Resoconto |
| ---- | ------------ | ------------------------------------------------------ | --------------------------------------------------------------- | ------------------------------------------------------------ | -------------------------------------------------- | ------------------ | --------- |
| 1    | Daytona      | #7 Porsche Penske Motorsport                           | #18 Era Motorsport                                              | #62 Risi Competizione                                        | #57 Winward Racing                                 | Resoconto          |           |
| 1    | Daytona      | Dane Cameron Matt Campbell Felipe Nasr Josef Newgarden | Ryan Dalziel Dwight Merriman Christian Rasmussen Connor Zilisch | James Calado Alessandro Pier Guidi Davide Rigon Daniel Serra | Philip Ellis Indy Dontje Daniel Morad Russell Ward | Resoconto          |           |
| 2    | Sebring      | #40 Wayne Taylor Racing w/ Andretti Autosport          | #18 Era Motorsport                                              | #14 Vasser Sullivan Racing                                   | #57 Winward Racing                                 |                    |           |
| 2    | Sebring      | Jordan Taylor Louis Delétraz Colton Herta              | Ryan Dalziel Dwight Merriman Connor Zilisch                     | Ben Barnicoat Jack Hawksworth Kyle Kirkwood                  | Philip Ellis Indy Dontje Russell Ward              |                    |           |
| 3    | Long Beach   | #01 Cadillac Racing                                    | Non partecipano                                                 | Non partecipano                                              | #89 Vasser Sullivan Racing                         |                    |           |
| 3    | Long Beach   | Sébastien Bourdais Renger van der Zande                | Non partecipano                                                 | Non partecipano                                              | Ben Barnicoat Parker Thompson                      |                    |           |
| 4    | Laguna Seca  | #6 Porsche Penske Motorsport                           | Non partecipano                                                 | #77 AO Racing                                                | #57 Winward Racing                                 |                    |           |
| 4    | Laguna Seca  | Mathieu Jaminet Nick Tandy                             | Non partecipano                                                 | Laurin Heinrich Sebastian Priaulx                            | Philip Ellis Russell Ward                          |                    |           |
| 5    | Detroit      | #10 Wayne Taylor Racing w/ Andretti Autosport          | Non partecipano                                                 | #77 AO Racing                                                | Non partecipano                                    |                    |           |
| 5    | Detroit      | Filipe Albuquerque Ricky Taylor                        | Non partecipano                                                 | Laurin Heinrich Sebastian Priaulx                            | Non partecipano                                    |                    |           |
| 6    | Watkins Glen | #7 Porsche Penske Motorsport                           | #88 Richard Mille AF Corse                                      | #23 Heart of Racing Team                                     | #57 Winward Racing                                 |                    |           |
| 6    | Watkins Glen | Dane Cameron Felipe Nasr                               | Nicklas Nielsen Luis Pérez Companc Lilou Wadoux                 | Ross Gunn Alex Riberas                                       | Indy Dontje Philip Ellis Russell Ward              |                    |           |
| 7    | Mosport      | Non partecipano                                        | #52 Inter Europol Competition                                   | #3 Corvette Racing                                           | #27 Heart of Racing Team                           |                    |           |
| 7    | Mosport      | Non partecipano                                        | Nick Boulle Tom Dillmann                                        | Antonio García Alexander Sims                                | Roman De Angelis Spencer Pumpelly                  |                    |           |
| 8    | Road America | #6 Porsche Penske Motorsport                           | #2 United Autosports USA                                        | #35 Conquest Racing                                          | #96 Turner Motorsport                              |                    |           |
| 8    | Road America | Mathieu Jaminet Nick Tandy                             | Ben Hanley Ben Keating                                          | Giacomo Altoè Daniel Serra                                   | Robby Foley Patrick Gallagher                      |                    |           |
| 9    | VIR          | Non partecipano                                        | Non partecipano                                                 | #1 Paul Miller Racing                                        | #32 Korthoff/Preston Motorsports                   |                    |           |
| 9    | VIR          | Non partecipano                                        | Non partecipano                                                 | Bryan Sellers Madison Snow                                   | Mikaël Grenier Kenton Koch                         |                    |           |
| 10   | Indianapolis | #24 BMW M Team RLL                                     | #11 TDS Racing                                                  | #77 AO Racing                                                | #120 Wright Motorsports                            |                    |           |
| 10   | Indianapolis | Philipp Eng Jesse Krohn                                | Mikkel Jensen Hunter McElrea Steven Thomas                      | Michael Christensen Laurin Heinrich                          | Adam Adelson Jan Heylen Elliott Skeer              |                    |           |
| 11   | Road Atlanta | #01 Cadillac Racing                                    | #11 TDS Racing                                                  | #19 Iron Lynx                                                | #34 Conquest Racing                                |                    |           |
| 11   | Road Atlanta | Sébastien Bourdais Scott Dixon Renger van der Zande    | Mikkel Jensen Hunter McElrea Steven Thomas                      | Mirko Bortolotti Jordan Pepper Franck Perera                 | Albert Costa Manny Franco Cédric Sbirrazzuoli      |                    |           |

## Classifiche
| Posizione  | 1º  | 2º  | 3º  | 4º  | 5º  | 6º  | 7º  | 8º  | 9º  | 10º | 11º | 12º | 13º | 14º | 15º | 16º | 17º | 18º | 19º | 20º | 21º | 22º | 23º | 24º | 25º | 26º | 27º | 28º | 29º | 30º+ |
| ---------- | --- | --- | --- | --- | --- | --- | --- | --- | --- | --- | --- | --- | --- | --- | --- | --- | --- | --- | --- | --- | --- | --- | --- | --- | --- | --- | --- | --- | --- | ---- |
| Qualifiche | 35  | 32  | 30  | 28  | 26  | 25  | 24  | 23  | 22  | 21  | 20  | 19  | 18  | 17  | 16  | 15  | 14  | 13  | 12  | 11  | 10  | 9   | 8   | 7   | 6   | 5   | 4   | 3   | 2   | 1    |
| Gara       | 350 | 320 | 300 | 280 | 260 | 250 | 240 | 230 | 220 | 210 | 200 | 190 | 180 | 170 | 160 | 150 | 140 | 130 | 120 | 110 | 100 | 90  | 80  | 70  | 60  | 50  | 40  | 30  | 20  | 10   |

Michelin Endurance Cup
Il sistema a punti per la Michelin Endurance Cup è diverso dal normale sistema a punti. I punti vengono assegnati su base 5–4–3–2 per piloti, team e costruttori. La prima posizione finale ad ogni intervallo guadagna cinque punti, quattro punti per la seconda posizione, tre punti per la terza, con due punti assegnati per la quarta e ogni successiva posizione finale.
| Posizione  | 1 | 2 | 3 | Altre posizioni |
| ---------- | - | - | - | --------------- |
| Qualifiche | 5 | 4 | 3 | 2               |

### Classifica Piloti

#### Classifica: Grand Touring Prototype (GTP)
| Pos. | Pilota                                  | DAY | SEB | LBH | LGA | DET | WGL | ELK | IMS | ATL | Punti | MEC |
| ---- | --------------------------------------- | --- | --- | --- | --- | --- | --- | --- | --- | --- | ----- | --- |
| 1    | Dane Cameron Felipe Nasr                | 1   | 3   | 3   | 3   | 4   | 1   | 2   | 7   | 3   | 2982  | 50  |
| 2    | Mathieu Jaminet Nick Tandy              | 4   | 9   | 4   | 1   | 2   | 3   | 1   | 10  | 2   | 2869  | 41  |
| 3    | Sébastien Bourdais Renger van der Zande | 10  | 2   | 1   | 5   | 3   | 2   | 9   | 6   | 1   | 2864  | 42  |
| 4    | Jack Aitken Pipo Derani                 | 2   | 10  | 2   | 2   | 6   | 8   | 4   | 9   | 5   | 2687  | 38  |
| 5    | Louis Delétraz Jordan Taylor            | 3   | 1   | 10  | 4   | 5   | 4   | 8   | 11  | 7   | 2603  | 34  |
| 6    | Filipe Albuquerque Ricky Taylor         | 9   | 5   | 8   | 6   | 1   | 10  | 3   | 4   | 9   | 2550  | 32  |
| 7    | Philipp Eng Jesse Krohn                 | 8   | 6   | 6   | 9   | 7   | 5   | 7   | 1   | 5   | 2537  | 31  |
| 8    | Connor De Phillippi Nick Yelloly        | 7   | 4   | 9   | 7   | 10  | 6   | 10  | 2   | 10  | 2392  | 36  |
| 9    | Gianmaria Bruni                         | 5   | 8   | 5   | 10  | 9   | 7   | 5   | 5   | 6   | 2372  | 28  |
| 10   | Tijmen van der Helm Richard Westbrook   | 6   | 11  | 7   | 8   | 8   | 9   | 6   | 3   | 11  | 2331  | 32  |
| 11   | Bent Viscaal                            |     |     |     | 10  | 9   | 7   | 5   | 5   | 6   | 1577  | 14  |
| 12   | Tom Blomqvist                           | 2   | 10  |     |     |     | 8   |     | 9   | 5   | 1403  | 38  |
| 13   | Phil Hanson                             | 6   | 11  |     |     |     | 9   |     | 3   | 11  | 1290  | 32  |
| 14   | Alessio Picariello                      | 5   | 8   |     |     |     |     |     | 5   | 6   | 1067  | 24  |
| 15   | Matt Campbell                           | 1   | 3   |     |     |     |     |     |     | 3   | 1038  | 36  |
| 16   | Matteo Cairoli Andrea Caldarelli        |     | 7   |     |     |     | 11  |     | 8   | 8   | 986   | 20  |
| 17   | Scott Dixon                             | 10  | 2   |     |     |     |     |     |     | 1   | 972   | 29  |
| 18   | Colton Herta                            | 3   | 1   |     |     |     |     |     |     | 7   | 970   | 25  |
| 19   | Augusto Farfus                          | 8   | 6   |     |     |     |     |     |     | 4   | 833   | 20  |
| 20   | Maxime Martin                           | 7   | 4   |     |     |     |     |     |     | 10  | 810   | 24  |
| 21   | Brendon Hartley                         | 9   | 5   |     |     |     |     |     |     | 9   | 771   | 24  |
| 22   | Romain Grosjean                         |     | 7   |     |     |     |     |     | 8   | 8   | 764   | 16  |
| 23   | Kévin Estre                             | 4   |     |     |     |     |     |     |     | 2   | 647   | 22  |
| 24   | Josef Newgarden                         | 1   |     |     |     |     |     |     |     |     | 380   | 16  |
| 25   | Jenson Button                           | 3   |     |     |     |     |     |     |     |     | 326   | 9   |
| 26   | Laurens Vanthoor                        | 4   |     |     |     |     |     |     |     |     | 304   | 11  |
| 27   | Mike Rockenfeller                       |     |     | 5   |     |     |     |     |     |     | 281   | 0   |
| 28   | Ben Keating                             | 6   |     |     |     |     |     |     |     |     | 272   | 8   |
| 29   | René Rast                               | 7   |     |     |     |     |     |     |     |     | 268   | 9   |
| 30   | Romain Dumas Neel Jani                  | 5   |     |     |     |     |     |     |     |     | 260   | 8   |
| 31   | Julien Andlauer                         |     | 8   |     |     |     |     |     |     |     | 254   | 6   |
| 32   | Dries Vanthoor                          | 8   |     |     |     |     |     |     |     |     | 253   | 8   |
| 33   | Marcus Ericsson                         | 9   |     |     |     |     |     |     |     |     | 245   | 8   |
| 34   | Álex Palou                              | 10  |     |     |     |     |     |     |     |     | 242   | 9   |
| 35   | Frédéric Makowiecki                     |     | 9   |     |     |     |     |     |     |     | 241   | 8   |
| Pos. | Pilota                                  | DAY | SEB | LBH | LGA | DET | WGL | ELK | IMS | ATL | Punti | MEC |

#### Classifica: Le Mans Prototype 2 (LMP2)
| Pos. | Pilota                              | DAY | SEB | WGL | MOS | ELK | IMS | ATL | Punti | MEC |
| ---- | ----------------------------------- | --- | --- | --- | --- | --- | --- | --- | ----- | --- |
| 1    | Nick Boulle Tom Dillmann            | 4   | 6   | 3   | 1   | 7   | 2   | 4   | 2227  | 42  |
| 2    | Felipe Fraga Gar Robinson           | 3   | 5   | 2   | 2   | 10  | 5   | 2   | 2166  | 38  |
| 3    | Ryan Dalziel                        | 1   | 1   | 12  | 11  | 4   | 3   | 3   | 2118  | 40  |
| 4    | Steven Thomas                       | 13  | 2   | 9   | 3   | 12  | 1   | 1   | 2104  | 49  |
| 5    | Ben Hanley Ben Keating              | 6   | 10  | 8   | 4   | 1   | 9   | 10  | 1962  | 30  |
| 6    | P. J. Hyett                         | 8   | 11  | 7   | 8   | 3   | 4   | 7   | 1942  | 28  |
| 7    | Dan Goldburg                        | 11  | 3   | 5   | 5   | 11  | 7   | 9   | 1884  | 31  |
| 8    | Luis Pérez Companc                  | 12  | 13  | 1   | 9   | 5   | 6   | 6   | 1860  | 36  |
| 9    | John Farano                         | 5   | 12  | 6   | 6   | 6   | 8   | 5   | 1833  | 28  |
| 10   | Mikkel Jensen                       | 13  | 2   | 9   |     | 12  | 1   | 1   | 1778  | 49  |
| 11   | Dennis Andersen Seth Lucas          | 10  | 8   | 4   | 12  | 9   | 10  | 8   | 1725  | 31  |
| 12   | Paul-Loup Chatin                    | 8   | 11  | 7   |     | 3   | 4   | 7   | 1677  | 28  |
| 13   | Nicklas Nielsen                     | 12  | 13  | 1   |     | 5   | 6   | 6   | 1620  | 36  |
| 14   | Dwight Merriman Connor Zilisch      | 1   | 1   | 12  |     |     | 3   | 3   | 1597  | 40  |
| 15   | Paul di Resta                       | 11  | 3   | 5   |     | 11  | 7   | 9   | 1592  | 31  |
| 16   | Josh Burdon                         | 3   | 5   | 2   |     |     | 5   | 2   | 1587  | 38  |
| 17   | Jakub Śmiechowski                   | 4   | 6   | 3   |     |     | 2   | 4   | 1581  | 42  |
| 18   | Hunter McElrea                      | 13  | 2   | 9   |     |     | 1   | 1   | 1563  | 49  |
| 19   | Bijoy Garg                          | 11  | 3   | 5   |     |     | 7   | 9   | 1362  | 31  |
| 20   | Scott Huffaker                      | 10  |     | 4   | 3   |     | 10  | 8   | 1348  | 25  |
| 21   | Matthew Brabham                     | 8   | 11  | 7   |     |     | 4   | 7   | 1342  | 28  |
| 22   | Nico Pino                           | 6   | 10  | 8   |     |     | 9   | 10  | 1276  | 30  |
| 23   | João Barbosa                        | 9   | 4   | 11  | 10  | 8   |     |     | 1240  | 18  |
| 24   | Colin Braun George Kurtz            | 2   | 9   | 13  | 7   |     |     |     | 1065  | 28  |
| 25   | Lilou Wadoux                        | 12  | 13  | 1   |     |     |     | 6   | 1059  | 32  |
| 26   | Michael Dinan                       | 5   | 12  | 6   |     |     | 8   |     | 1007  | 22  |
| 27   | Charlie Eastwood                    |     | 12  | 6   |     | 6   | 8   |     | 1001  | 14  |
| 28   | Lance Willsey                       | 9   | 4   | 11  | 10  |     |     |     | 987   | 18  |
| 29   | Toby Sowery                         | 2   | 9   | 13  |     |     |     |     | 800   | 28  |
| 30   | Jonny Edgar                         | 9   | 4   | 11  |     |     |     |     | 755   | 18  |
| 31   | Malthe Jakobsen                     | 2   | 7   |     |     |     |     |     | 612   | 24  |
| 32   | Sebastián Álvarez                   | 7   |     |     |     |     |     | 5   | 543   | 14  |
| 33   | Stuart Wiltshire                    |     |     |     | 11  | 4   |     |     | 521   | 0   |
| 34   | Eric Lux                            | 7   |     | 10  |     |     |     |     | 492   | 12  |
| 35   | Rasmus Lindh                        |     | 7   | 10  |     |     |     |     | 492   | 11  |
| 36   | Laurents Hörr                       | 10  | 8   |     |     |     |     |     | 483   | 14  |
| 37   | Christian Rasmussen                 | 1   |     |     |     |     |     |     | 370   | 15  |
| 38   | Scott Andrews Gerry Kraut           |     |     |     |     | 2   |     |     | 341   | 0   |
| 39   | Felipe Massa                        | 3   |     |     |     |     |     |     | 328   | 11  |
| 40   | Pietro Fittipaldi                   | 4   |     |     |     |     |     |     | 312   | 13  |
| 41   | Filipe Albuquerque                  |     |     |     | 5   |     |     |     | 292   | 0   |
| 42   | Pato O'Ward                         | 6   |     |     |     |     |     |     | 285   | 8   |
| 43   | Frederik Vesti                      |     |     |     |     |     |     | 5   | 281   | 6   |
| 44   | Ferdinand Habsburg Scott McLaughlin | 5   |     |     |     |     |     |     | 278   | 8   |
| 45   | Dylan Murry                         |     |     |     |     |     | 6   |     | 275   | 4   |
| 46   | Renger van der Zande                |     |     |     | 6   |     |     |     | 273   | 0   |
| 47   | Louis Delétraz                      |     |     |     | 8   |     |     |     | 265   | 0   |
| 48   | James Allen Kyffin Simpson          | 7   |     |     |     |     |     |     | 262   | 8   |
| 49   | Henrik Hedman                       |     | 7   |     |     |     |     |     | 262   | 7   |
| 50   | Alex Quinn                          | 8   |     |     |     |     |     |     | 254   | 8   |
| 51   | Tõnis Kasemets                      |     |     |     |     | 8   |     |     | 253   | 0   |
| 52   | Pipo Derani                         |     |     |     | 9   |     |     |     | 240   | 0   |
| 53   | Nolan Siegel                        | 9   |     |     |     |     |     |     | 239   | 8   |
| 54   | Nicolás Varrone                     |     |     | 10  |     |     |     |     | 230   | 4   |
| 55   | Felix Rosenqvist                    | 11  |     |     |     |     |     |     | 226   | 8   |
| 56   | Matthieu Vaxivière                  | 12  |     |     |     |     |     |     | 211   | 8   |
| 57   | Charles Milesi                      | 13  |     |     |     |     |     |     | 205   | 8   |
| Pos. | Pilota                              | DAY | SEB | WGL | MOS | ELK | IMS | ATL | Punti | MEC |

#### Classifica: GT Daytona Pro (GTD Pro)
| Pos. | Pilota                                      | DAY | SEB | LGA | DET | WGL | MOS | ELK | VIR | IMS | ATL | Punti | MEC |
| ---- | ------------------------------------------- | --- | --- | --- | --- | --- | --- | --- | --- | --- | --- | ----- | --- |
| 1    | Laurin Heinrich                             | 2   | 9   | 1   | 1   | 6   | 3   | 4   | 7   | 1   | 11  | 3122  | 38  |
| 2    | Ross Gunn                                   | 4   | 5   | 6   | 3   | 1   | 5   | 3   | 3   | 5   | 3   | 3118  | 36  |
| 3    | Antonio García Alexander Sims               | 5   | 10  | 5   | 10  | 3   | 1   | 5   | 9   | 3   | 5   | 2934  | 36  |
| 4    | Bryan Sellers Madison Snow                  | 3   | 4   | 7   | 5   | 8   | 8   | 2   | 1   | 8   | 7   | 2929  | 43  |
| 5    | Ben Barnicoat Jack Hawksworth               | 11  | 1   | 4   | 2   | 4   | 9   | 9   | 6   | 4   | 13  | 2859  | 31  |
| 6    | Mike Rockenfeller Harry Tincknell           | 6   | 7   | 9   | 11  | 5   | 4   | 10  | 2   | 2   | 8   | 2783  | 36  |
| 7    | Oliver Jarvis Marvin Kirchhöfer             | 10  | 12  | 2   | 8   | 2   | 6   | 7   | 5   | 10  | 9   | 2689  | 30  |
| 8    | Nicky Catsburg Tommy Milner                 | 8   | 11  | 3   | 9   | 7   | 2   | 6   | 8   | 11  | 12  | 2674  | 33  |
| 9    | Alex Riberas                                | 4   | 5   |     | 3   | 1   |     | 3   | 3   | 5   | 3   | 2558  | 36  |
| 10   | Joey Hand Dirk Müller                       | 9   | 8   | 8   | 7   | 10  | 7   | 8   | 4   | 12  | 6   | 2555  | 29  |
| 11   | Daniel Serra                                | 1   | 2   |     | 7   | 11  |     | 1   |     | 9   | 2   | 2186  | 41  |
| 12   | Sebastian Priaulx                           | 2   | 9   | 1   | 1   | 6   | 3   |     |     |     |     | 1955  | 23  |
| 13   | Mario Farnbacher                            | 4   | 5   | 6   |     |     | 5   |     |     | 6   | 4   | 1729  | 24  |
| 14   | Davide Rigon                                | 1   | 2   |     |     | 11  |     |     |     | 9   | 2   | 1540  | 41  |
| 15   | Neil Verhagen                               | 3   | 4   |     |     | 8   |     |     |     | 8   | 7   | 1400  | 43  |
| 16   | Jordan Pepper Franck Perera                 | 7   | 3   |     |     | 9   |     |     |     |     | 1   | 1211  | 35  |
| 17   | Michael Christensen                         | 2   | 9   |     |     |     |     |     |     | 1   | 11  | 1208  | 34  |
| 18   | Mirko Bortolotti                            | 7   | 3   |     |     |     |     |     |     |     | 1   | 970   | 31  |
| 19   | Kyle Kirkwood                               | 11  | 1   |     |     |     |     |     |     |     | 13  | 817   | 23  |
| 20   | Daniel Juncadella                           | 5   | 10  |     |     |     |     |     |     |     | 5   | 808   | 25  |
| 21   | Christopher Mies                            | 6   | 7   |     |     |     |     |     |     |     | 8   | 786   | 22  |
| 22   | Frédéric Vervisch                           | 9   | 8   |     |     |     |     |     |     |     | 6   | 770   | 21  |
| 23   | James Calado                                | 1   | 2   |     |     |     |     |     |     |     |     | 722   | 24  |
| 24   | Alessandro Pier Guidi                       | 1   |     |     |     |     |     |     |     |     | 2   | 714   | 24  |
| 25   | Earl Bamber                                 | 8   | 11  |     |     |     |     |     |     |     | 12  | 695   | 23  |
| 26   | James Hinchcliffe                           | 10  | 12  |     |     |     |     |     |     |     | 9   | 691   | 20  |
| 27   | Roman De Angelis                            |     |     |     |     |     |     |     |     | 6   | 3   | 604   | 15  |
| 28   | Julien Andlauer                             |     |     |     |     |     |     | 4   |     |     | 11  | 536   | 6   |
| 29   | Matteo Cressoni Claudio Schiavoni           | 12  | 6   |     |     |     |     |     |     |     |     | 484   | 14  |
| 30   | Kenny Habul                                 | 13  |     |     |     |     |     |     |     | 7   |     | 464   | 12  |
| 31   | Giacomo Altoè                               |     |     |     |     |     |     | 1   |     |     |     | 380   | 0   |
| 32   | Sheldon van der Linde                       | 3   |     |     |     |     |     |     |     |     |     | 319   | 15  |
| 33   | Zacharie Robichon Marco Sørensen            |     |     |     |     |     |     |     |     |     | 4   | 303   | 6   |
| 34   | Parker Thompson Frankie Montecalvo          |     |     |     | 4   |     |     |     |     |     |     | 301   | 0   |
| 35   | Leonardo Pulcini                            |     | 6   |     |     |     |     |     |     |     |     | 271   | 6   |
| 36   | Andrea Caldarelli                           | 7   |     |     |     |     |     |     |     |     |     | 268   | 9   |
| 37   | Albert Costa                                |     |     |     | 7   |     |     |     |     |     |     | 266   | 0   |
| 38   | Klaus Bachler                               |     |     |     |     |     |     |     | 7   |     |     | 263   | 0   |
| 39   | Jordan Love Chaz Mostert                    |     |     |     |     |     |     |     |     | 7   |     | 263   | 4   |
| 40   | Alexander Rossi                             | 10  |     |     |     |     |     |     |     |     |     | 235   | 8   |
| 41   | Mike Conway                                 | 11  |     |     |     |     |     |     |     |     |     | 232   | 8   |
| 42   | Vincent Abril Thomas Neubauer Toni Vilander |     |     |     |     |     |     |     |     |     | 10  | 229   | 6   |
| 43   | Matteo Cairoli Romain Grosjean              | 12  |     |     |     |     |     |     |     |     |     | 213   | 8   |
| 44   | Luca Engstler Maximilian Paul               |     |     |     |     |     |     |     |     | 13  |     | 202   | 4   |
| 45   | Maro Engel Jules Gounon Luca Stolz          | 13  |     |     |     |     |     |     |     |     |     | 201   | 8   |
| Pos. | Pilota                                      | DAY | SEB | LGA | DET | WGL | MOS | ELK | VIR | IMS | ATL | Punti | MEC |

#### Classifica: GT Daytona (GTD)
| Pos. | Pilota                                               | DAY | SEB | LHB | LGA | WGL | MOS | ALCE | VIR | IMS | ATL | Punti | MEC |
| ---- | ---------------------------------------------------- | --- | --- | --- | --- | --- | --- | ---- | --- | --- | --- | ----- | --- |
| 1    | Philip Ellis Russell Ward                            | 1   | 1   | 7   | 1   | 1   | 2   | 4    | 3   | 5   | 8   | 3266  | 41  |
| 2    | Robby Foley Patrick Gallagher                        | 14  | 6   | 2   | 2   | 5   | 4   | 1    | 4   | 2   | 9   | 3036  | 32  |
| 3    | Mikaël Grenier                                       | 5   | 21  | 3   | 4   | 11  | 8   | 7    | 1   | 3   | 19  | 2661  | 39  |
| 4    | Albert Costa Manny Franco                            | 3   | 11  | 12  | 15  | 2   | 11  | 6    | 5   | 19  | 1   | 2577  | 35  |
| 5    | Misha Goikhberg Loris Spinelli                       | 16  | 5   | 11  | 8   | 14  | 9   | 14   | 2   | 4   | 2   | 2554  | 34  |
| 6    | Parker Thompson                                      | 15  | 13  | 1   | 9   | 4   | 5   | 11   | 9   | 22  | 3   | 2527  | 32  |
| 7    | Frankie Montecalvo                                   | 15  | 13  | 15  | 9   | 4   | 5   | 11   | 9   | 22  | 3   | 2334  | 32  |
| 8    | Danny Formal                                         | 17  | 15  | 8   | 5   | 12  | 6   | 15   | 11  | 10  | 5   | 2310  | 28  |
| 9    | Brendan Iribe Frederik Schandorff                    | 13  | 7   | 17  | 14  | 21  | 3   | 2    | 13  | 9   | 7   | 2308  | 40  |
| 10   | Matt Bell Orey Fidani                                | 21  | 9   | 6   | 11  | 7   | 13  | 5    | 6   | 6   | 11  | 2288  | 28  |
| 11   | Adam Adelson Elliott Skeer                           | 7   | 3   | 16  | 3   | 19  |     | 13   | 8   | 1   | 16  | 2192  | 38  |
| 12   | Sheena Monk                                          | 19  | 17  | 4   | 12  | 13  | 7   | 3    | 12  | 16  | 12  | 2175  | 28  |
| 13   | Anders Fjordbach Kerong Li                           | 12  | 12  | 13  | 13  | 8   | 10  | 10   | 10  | 12  | 15  | 2129  | 28  |
| 14   | Kyle Marcelli                                        | 17  | 15  | 8   | 5   | 12  | 6   |      | 11  | 10  | 5   | 2125  | 28  |
| 15   | Giammarco Levorato Corey Lewis                       | 20  | 16  | 5   | 7   | 17  | 12  | 8    | 7   | 17  | 17  | 2072  | 29  |
| 16   | Stevan McAleer                                       | 19  |     | 4   | 12  | 13  | 7   | 3    | 12  | 16  | 12  | 2016  | 22  |
| 17   | Mike Skeen                                           | 5   | 21  | 3   | 4   | 11  | 8   |      |     | 3   | 19  | 2004  | 39  |
| 18   | Roman De Angelis                                     | 22  | 4   | 14  | 6   | 16  | 1   | 9    | 14  |     |     | 1874  | 20  |
| 19   | Spencer Pumpelly                                     | 23  | 10  | 14  | 6   | 3   | 1   |      |     | 11  | 18  | 1853  | 29  |
| 20   | Kenton Koch                                          | 5   | 21  |     |     | 11  |     | 7    | 1   | 3   | 19  | 1773  | 39  |
| 21   | Indy Dontje                                          | 1   | 1   |     |     | 1   |     |      |     | 5   | 8   | 1651  | 41  |
| 22   | Cédric Sbirrazzuoli                                  | 3   | 11  |     |     | 2   |     |      |     | 19  | 1   | 1405  | 35  |
| 23   | Jarett Andretti Gabby Chaves                         | 9   | 8   | 9   | 10  | 10  |     |      |     | 14  |     | 1357  | 22  |
| 24   | Jake Walker                                          | 14  | 6   |     |     | 5   |     |      |     | 2   | 9   | 1346  | 32  |
| 25   | Onofrio Triarsi                                      | 4   | 14  |     |     | 9   |     | 12   |     | 21  | 4   | 1344  | 34  |
| 26   | Devlin DeFrancesco                                   | 16  | 5   |     |     | 14  |     |      |     | 4   | 2   | 1305  | 34  |
| 27   | Jan Heylen                                           | 7   | 3   |     |     | 19  |     |      |     | 1   | 16  | 1244  | 38  |
| 28   | Alessio Rovera                                       | 4   | 14  |     |     | 9   |     | 12   |     |     | 4   | 1225  | 30  |
| 29   | Antonio Fuoco Roberto Lacorte Giorgio Sernagiotto    | 10  | 2   |     |     | 18  |     |      |     | 7   | 14  | 1183  | 31  |
| 30   | François Heriau Simon Mann Miguel Molina             | 2   | 19  |     |     | 6   |     |      |     | 20  | 6   | 1154  | 30  |
| 31   | Aaron Telitz                                         | 15  | 13  |     |     | 4   |     |      |     | 22  | 3   | 1135  | 32  |
| 32   | Charlie Scardina                                     | 4   | 14  |     |     | 9   |     |      |     | 21  | 4   | 1124  | 34  |
| 33   | Ollie Millroy                                        | 13  | 7   |     |     | 21  |     |      |     | 9   | 7   | 1086  | 40  |
| 34   | Graham Doyle                                         | 17  | 15  |     |     | 12  |     |      |     | 10  | 5   | 1075  | 28  |
| 35   | Lars Kern                                            | 21  | 9   |     |     | 7   |     |      |     | 6   | 11  | 1062  | 28  |
| 36   | Zacharie Robichon                                    | 22  | 4   |     |     | 16  |     | 9    | 14  |     |     | 1016  | 20  |
| 37   | Andy Lally John Potter                               | 23  | 10  |     |     | 3   |     |      |     | 11  | 18  | 995   | 29  |
| 38   | Rui Andrade Scott Andrews Salih Yoluç                | 8   | 18  |     |     | 20  |     |      |     | 15  | 10  | 945   | 30  |
| 39   | Sarah Bovy Rahel Frey Michelle Gatting               | 6   | 20  |     |     | 15  |     |      |     | 18  | 13  | 918   | 28  |
| 40   | Scott Hargrove                                       | 9   | 8   |     |     | 10  |     |      |     | 14  |     | 889   | 22  |
| 41   | Tatiana Calderón                                     | 19  | 17  |     |     | 13  |     |      |     | 16  | 12  | 883   | 28  |
| 42   | Klaus Bachler                                        | 12  | 12  |     |     | 8   |     |      |     |     | 15  | 842   | 24  |
| 43   | Ryan Hardwick                                        | 20  | 16  |     |     | 17  |     |      |     |     | 17  | 616   | 24  |
| 44   | Ian James                                            | 22  | 4   |     |     | 16  |     |      |     |     |     | 566   | 20  |
| 45   | Riccardo Agostini                                    | 4   |     |     |     |     |     |      |     | 21  |     | 422   | 15  |
| 46   | Ben Barnicoat                                        |     |     | 1   |     |     |     |      |     |     |     | 385   | 0   |
| 47   | Daniel Morad                                         | 1   |     |     |     |     |     |      |     |     |     | 364   | 12  |
| 48   | Sandy Mitchell                                       | 16  |     |     |     |     |     | 15   |     |     |     | 361   | 8   |
| 49   | Kei Cozzolino                                        | 2   |     |     |     |     |     |      |     |     |     | 340   | 10  |
| 50   | Alessandro Balzan                                    | 3   |     |     |     |     |     |      |     |     |     | 325   | 9   |
| 51   | Katherine Legge                                      | 19  | 17  |     |     |     |     |      |     |     |     | 309   | 14  |
| 52   | Maximilian Götz                                      | 5   |     |     |     |     |     |      |     |     |     | 273   | 13  |
| 53   | Doriane Pin                                          | 6   |     |     |     |     |     |      |     |     |     | 268   | 8   |
| 54   | Frédéric Makowiecki                                  | 7   |     |     |     |     |     |      |     |     |     | 252   | 8   |
| 55   | Kay van Berlo Riley Dickinson Jake Pedersen          |     |     |     |     |     |     |      |     | 8   |     | 251   | 4   |
| 56   | Anthony Mantella Thomas Merrill Nicolás Varrone      | 18  | 22  |     |     |     |     |      |     |     |     | 251   | 14  |
| 57   | Adam Christodoulou                                   | 8   |     |     |     |     |     |      |     |     |     | 241   | 10  |
| 58   | Thomas Preining                                      | 9   |     |     |     |     |     |      |     |     |     | 239   | 8   |
| 59   | Eddie Cheever III                                    | 10  |     |     |     |     |     |      |     |     |     | 234   | 9   |
| 60   | Andy Lee Elias Sabo                                  |     |     | 10  |     |     |     |      |     |     |     | 225   | 0   |
| 61   | Larry ten Voorde                                     | 12  |     |     |     |     |     |      |     |     |     | 222   | 8   |
| 62   | Brendon Leitch                                       |     |     |     |     |     |     |      |     | 12  |     | 210   | 4   |
| 63   | Julien Andlauer David Brule Trent Hindman Alec Udell | 11  |     |     |     |     |     |      |     |     |     | 208   | 8   |
| 64   | Tom Gamble                                           | 13  |     |     |     |     |     |      |     |     |     | 201   | 13  |
| 65   | Ritomo Miyata                                        | 15  |     |     |     |     |     |      |     |     |     | 195   | 8   |
| 66   | Jack Hawksworth                                      |     |     | 15  |     |     |     |      |     |     |     | 192   | 0   |
| 67   | Henrik Hedman Rasmus Lindh Toni Vilander             |     |     |     |     |     |     |      |     | 13  |     | 190   | 4   |
| 68   | Jens Klingmann                                       | 14  |     |     |     |     |     |      |     |     |     | 185   | 9   |
| 69   | Ben Barker                                           |     |     |     |     |     |     |      |     | 17  |     | 172   | 5   |
| 70   | Ashton Harrison                                      | 17  |     |     |     |     |     |      |     |     |     | 168   | 8   |
| 71   | Charlie Eastwood                                     | 18  |     |     |     |     |     |      |     |     |     | 152   | 8   |
| 72   | Dennis Olsen                                         | 20  |     |     |     |     |     |      |     |     |     | 126   | 8   |
| 73   | Alex Lynn                                            | 21  |     |     |     |     |     |      |     |     |     | 117   | 8   |
| 74   | Marco Sørensen                                       | 22  |     |     |     |     |     |      |     |     |     | 99    | 8   |
| 75   | Nicki Thiim                                          | 23  |     |     |     |     |     |      |     |     |     | 90    | 8   |
| Pos. | Pilota                                               | DAY | SEB | LHB | LGA | WGL | MOS | ALCE | VIR | IMS | ATL | Punti | MEC |

### Classifica Costruttori

#### Classifica: Grand Touring Prototype (GTP)
| Pos. | Costruttore | DAY | SEB | LBH | LGA | DET | WGL | ELK | IMS | ATL | Punti | MEC |
| ---- | ----------- | --- | --- | --- | --- | --- | --- | --- | --- | --- | ----- | --- |
| 1    | Porsche     | 1   | 3   | 3   | 1   | 2   | 1   | 1   | 3   | 2   | 3257  | 60  |
| 2    | Cadillac    | 2   | 2   | 1   | 2   | 3   | 2   | 4   | 6   | 1   | 3166  | 51  |
| 3    | Acura       | 3   | 1   | 8   | 4   | 1   | 4   | 3   | 4   | 6   | 3056  | 43  |
| 4    | BMW         | 7   | 4   | 6   | 7   | 7   | 5   | 7   | 1   | 4   | 2896  | 41  |
| 5    | Lamborghini |     | 7   |     |     |     | 11  |     | 8   | 7   | 1144  | 21  |
| Pos. | Costruttore | DAY | SEB | LBH | LGA | DET | WGL | ELK | IMS | ATL | Punti | MEC |

#### Classifica: GT Daytona Pro (GTD Pro)
| Pos. | Costruttore  | DAY | SEB | LGA | DET | WGL | MOS | ELK | VIR | IMS | ATL | Punti | MEC |
| ---- | ------------ | --- | --- | --- | --- | --- | --- | --- | --- | --- | --- | ----- | --- |
| 1    | Porsche      | 2   | 9   | 1   | 1   | 6   | 3   | 4   | 7   | 1   | 11  | 3215  | 38  |
| 2    | Aston Martin | 4   | 5   | 6   | 3   | 1   | 5   | 3   | 3   | 5   | 3   | 3158  | 36  |
| 3    | Chevrolet    | 5   | 10  | 3   | 9   | 3   | 1   | 5   | 8   | 3   | 5   | 3073  | 40  |
| 4    | Lexus        | 11  | 1   | 4   | 2   | 4   | 9   | 9   | 6   | 4   | 13  | 2973  | 31  |
| 5    | Ford         | 6   | 7   | 8   | 6   | 5   | 4   | 8   | 2   | 2   | 6   | 2969  | 37  |
| 6    | McLaren      | 10  | 12  | 2   | 8   | 2   | 6   | 7   | 5   | 10  | 9   | 2832  | 30  |
| 7    | BMW          | 3   | 4   | 7   | 5   | 8   | 8   | 2   | 1   | 8   | 7   | 2722  | 29  |
| 8    | Ferrari      | 1   | 2   |     | 7   | 11  |     | 1   |     | 9   | 2   | 1885  | 26  |
| 9    | Lamborghini  | 7   | 3   |     |     | 9   |     |     |     | 13  | 1   | 1458  | 39  |
| 10   | Mercedes-AMG | 13  |     |     |     |     |     |     |     | 7   |     | 508   | 12  |
| Pos. | Costruttore  | DAY | SEB | LGA | DET | WGL | MOS | ELK | VIR | IMS | ATL | Punti | MEC |

#### Classifica: GT Daytona (GTD)
| Pos. | Costruttore  | DAY | SEB | LBH | LGA | WGL | MOS | ELK | VIR | IMS | ATL | Punti | MEC |
| ---- | ------------ | --- | --- | --- | --- | --- | --- | --- | --- | --- | --- | ----- | --- |
| 1    | Mercedes-AMG | 1   | 1   | 3   | 1   | 1   | 2   | 4   | 1   | 3   | 8   | 3532  | 53  |
| 2    | Lamborghini  | 6   | 5   | 8   | 5   | 12  | 6   | 14  | 2   | 4   | 2   | 2958  | 36  |
| 3    | BMW          | 14  | 6   | 2   | 2   | 5   | 4   | 1   | 4   | 2   | 9   | 2938  | 23  |
| 4    | Porsche      | 7   | 3   | 9   | 3   | 8   | 10  | 10  | 8   | 1   | 15  | 2862  | 38  |
| 5    | Lexus        | 15  | 13  | 1   | 9   | 4   | 5   | 11  | 9   | 22  | 3   | 2829  | 32  |
| 6    | Aston Martin | 22  | 4   | 10  | 6   | 3   | 1   | 9   | 14  | 11  | 18  | 2751  | 31  |
| 7    | Ferrari      | 2   | 2   | 12  | 15  | 2   | 11  | 6   | 5   | 7   | 1   | 2674  | 32  |
| 8    | Chevrolet    | 18  | 9   | 6   | 11  | 7   | 13  | 5   | 6   | 6   | 11  | 2610  | 28  |
| 9    | Acura        | 19  | 17  | 4   | 12  | 13  | 7   | 3   | 12  | 16  | 12  | 2601  | 29  |
| 10   | Ford         | 20  | 16  | 5   | 7   | 17  | 12  | 8   | 7   | 17  | 17  | 2538  | 29  |
| 11   | McLaren      | 13  | 7   | 17  | 14  | 21  | 3   | 2   | 13  |     |     | 2136  | 28  |
| Pos. | Costruttore  | DAY | SEB | LBH | LGA | WGL | MOS | ELK | VIR | IMS | ATL | Punti | MEC |